# Tomé (Itaberá)
Tomé é um distrito do município brasileiro de Itaberá, no interior do estado de São Paulo.

## História

### Formação administrativa
- Lei nº 1606 de 06/03/1996 - Dispõe sobre a criação do distrito de Tomé, com território desmembrado do distrito sede de Itaberá[2].

## Geografia

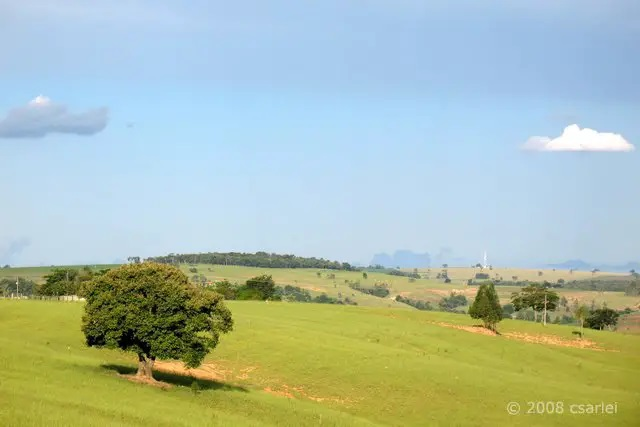
Paisagem local.

### Demografia

#### População urbana
| Crescimento população urbana | Crescimento população urbana | Crescimento população urbana | Crescimento população urbana |
| Censo                        | Pop.                         |                              | %±                           |
| ---------------------------- | ---------------------------- | ---------------------------- | ---------------------------- |
| 2000                         | 196                          |                              | —                            |
| 2010                         | 152                          |                              | −22,4%                       |
| Fonte: IBGE e Fundação SEADE |                              |                              |                              |

#### População total
Pelo Censo 2010 (IBGE) a população total do distrito era de 776 habitantes.

### Área territorial
A área territorial do distrito é de 80,035 km².

### Rodovias
O principal acesso ao distrito é a estrada vicinal SP-275 - Tomé - Turiba do Sul.

## Serviços públicos

### Registro civil
Feito na sede do município, pois o distrito não possui Cartório de Registro Civil das Pessoas Naturais.

### Saneamento
O serviço de abastecimento de água é feito pela Companhia de Saneamento Básico do Estado de São Paulo (SABESP).

### Energia
A responsável pelo abastecimento de energia elétrica é a Neoenergia Elektro, antiga CESP.

## Religião
O Cristianismo se faz presente no distrito da seguinte forma:

### Igreja Católica
- A igreja faz parte da Diocese de Itapeva[13].

### Igrejas Evangélicas
- Congregação Cristã no Brasil[14].